# Antioquia Nordorientale

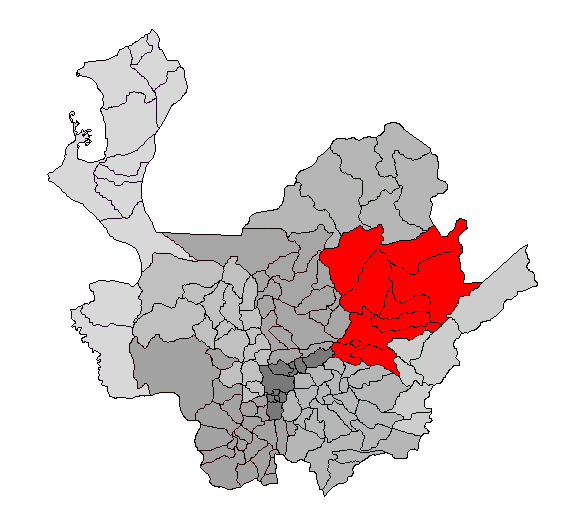
Ubicazione dell'Antioquia Nordorientale

L' Antioquia Nordorientale è una sottoregione (provincia) del dipartimento di Antioquia, in Colombia. 
Essa comprende 10 comuni:
- Amalfi
- Anorí
- Cisneros
- Remedios
- San Roque
- Santo Domingo
- Segovia
- Vegachí
- Yalí
- Yolombó